# 月咲舞
月咲 舞（つきさき まい、1983年8月14日 - ）は、日本のAV女優。
東京都出身。血液型：O型 、身長：159cm 、スリーサイズ：B90・W58・H90、Eカップ。

## 略歴
- 2003年 - AVデビュー。
- 代表作の「極悪非道のスカトロマニアの拷問リクエストに月咲舞が笑顔で挑戦します!!」では、複数の男優により口に直接排便を受け、食糞を行った。男優の中には軟便の者もおり、下痢便を顔に直接受ける一幕もあった。口から溢れた人糞をさらに食べるように促されていたところ、人糞の中に緑色のものを発見。泣きながら手でその人糞を捏ねている最中に過呼吸の症状が現れ、食糞シーンは途中で中断となった。

## 出演作品
2003年
- 犯られたい女 それを見たい男達（2月18日、ネクストイレブン）他出演:宮本早紀、中嶋優奈
- お尻製作所（3月6日、ナチュラルハイ）共演:一条愛美、森乃ひよこ
- 凌辱女子校生（3月28日、aini（ピエロ））共演:森乃ひよこ
- D－CUP HIGH SCHOOL 3（3月30日、ケイ・エム・プロデュース）共演:菊池麗子、京野真里奈
- 発情Nurse（4月15日、隼エージェンシー）他出演:永井亜季、愛原莉央
- 近親相姦8ストーリー －第三章－（4月15日、隼エージェンシー）他多数出演
- デートde露出in渋谷（4月19日、ディープス）
- 放課後の果実（4月21日、h.m.p）共演:内田彩、澤村美旺、森乃ひよこ
- Double!（4月25日、桃太郎映像出版）共演:ティアラ
- 潮吹き女子校生10連発 2（4月29日、クリスタル映像）他出演:三上翔子、川村奈々、藤宮美那、松沢はな、千野彩乃、新条リカ、茶木ヒデミ、東山ヒカリ、立花さくら
- 極痴女（5月13日、隼エージェンシー）他出演:はらだはるな、逢咲みゆ
- オナニスト [第三章]（5月15日、隼エージェンシー）他共演:逢崎みゆ、菊川あずみ、夏目ゆい、青木ゆめ、泉京華、芹沢あみ、来栖ゆみ、舛本愛子、米倉美鈴、滝沢あや、宮下しをり、玲華、池上綾乃、つくし礼奈
- フェラコレ2003春（5月15日、隼エージェンシー）他多数出演
- 女子校生レズ（5月23日、aini（ピエロ））共演:森乃ひよこ
- 巨乳女子校生4時間スペシャル（5月23日、ケイ・エム・プロデュース）共演:菊池麗子、京野真里奈 『D－CUP HIGH SCHOOL 3』のセルDVD化作品。他出演:望月るあ、西村あみ、相沢夢、沙里奈ユイ 他
- チンポを見たがる女たち 5 修学旅行編（6月1日、MOODYZ）共演:桃井なつみ、森乃ひよこ、大城ありす、高梨京香 他
- 牝犬令嬢（6月13日（レンタル）／2004年5月28日（セル）、シネマジック）
- 超過激 女だらけのオナニー研究会 レズ編（6月20日、はじめ企画）
- 女が独りでヌク時。13（6月20日、U&K）
- 美乳お姉さんの秘密痴態おしえてあげる… ばくの美しい人（6月20日、ホットエンターテイメント）他出演:成瀬美穂、相沢夢、藍沢舞音、本庄寧々
- 「痴」GIRLS（7月11日、デジタルドリーム）オムニバス作品
- 痴漢バス最強（7月15日、ホットエンターテイメント）オムニバス作品
- 24人のカリスマアイドル3（7月25日、ケイ・エム・プロデュース）
- レズビアンラヴァーズ（8月2日、グローリークエスト）共演:星川みなみ、青木沙羅
- 乱交の乱 in 沖縄（8月10日、Active-1）共演:青木沙羅
- となりのHなお姉さんに犯されたイタズラ好きのおませな僕のおちんちん（8月16日、SODクリエイト）
- みるきぃHiスクール。（9月1日、みるきぃぷりん♪）
- 月咲舞のバーチャル ボディー（9月9日、AVS）
- 交尾エロ（9月10日、ドグマ）
- 沖縄と乱交（9月22日、OKINAWA SWAPPING CLUB（アルファー・インターナショナル））共演:水原たま、星川みなみ、青木沙羅
- 変奴SM 〜ヘンドリミックス〜 2（10月4日、ナチュラルハイ）
- 8P乱交汁まみれ（10月20日、トランスコーポレーション）共演:水原たま、星川みなみ、青木沙羅
- No.1 美女 11人斬り OL+女教師4時間（11月6日、アイエナジー）他10名出演
- LOVE LESBIAN 〜乙女たちのDEEP VACATION〜（11月7日、AVS）共演:星川みなみ
- GOKAN（11月8日、アタッカーズ）共演:相沢夢、はらだはるな、三井真紀、小島えりか
- 今すぐ実践!今日からデキるSM講座!! 入門編（11月28日、ロイヤルアート）
- 桃尻学園白書 放課後の誘惑（11月28日、KUKI）共演:由月理帆、三上翔子、平井まりあ、松沢はな、麻生輪、滝沢あや、大城ありす
- 奴隷通信No.19（12月11日、アヴァ）
- AV女優嫌いのインジャン古河がムカついたバカ女優をヤっちゃったビデオ [流出バージョン]（12月18日、忠実堂）他出演:宮地奈々
- レズ・トモ DELUXE（12月24日、アルファーインターナショナル）共演:桜井沙也加、他出演:七海りあ、森永みるく 他

2004年
- レズ奴隷 2（1月8日、ディープス）共演:佐々木空、蒼吹雪
- スーパージャスティオン・スパンデクサーグレート超銀河大激突〜熱戦・烈戦・超激戦〜（1月9日、GIGA）共演:桜田さくら
- うんこおもらし（1月9日、GIGA）共演:めろん
- お便器お姉さん（1月9日、GIGA）共演:白石美月
- ヒロインボツ作品全集 4（1月30日、GIGA）
- 淫獣伝奇4 女豹の轍（2月6日、レイジングカンパニー）共演:青木沙羅
- 有名女優の「スケスケおま○ちょ」 1（2月21日、スケスケおま○ちょ）
- 緊縛フルコース 16（2月25日、ディーケー・プロダクション）
- 緊縛くすぐり責め 8（2月25日、ディーケー・プロダクション）共演:蒼吹雪
- アナルで愛して 5（3月1日、ワンズファクトリー）
- レズビアンストーリー 13 思惑（3月5日、アウダースジャパン）共演:倉田杏里
- 緊縛強制FUCK 16（3月25日、ディーケー・プロダクション）他出演:朝倉なほ、飯塚マナ
- ドリームクリニック VOL.3（4月1日、MOODYZ）共演:葉山美和、蒼吹雪、倉田杏里、松下愛来、河夏夜、白石美月
- アナル崩壊 2（4月3日、ナチュラルハイ）
- 強制交尾 むりやりしごく女たち（4月14日、隼エージェンシー）他共演:逢崎みゆ、安西ゆみこ、愛原莉央、はらだはるな、永井亜季、宮下しおり
- 三穴同時テロ アナル攻撃（4月15日、アイエナジー）共演:松下愛来、神崎玲奈
- おまんこ挿入（4月28日、桃太郎映像出版）共演:高橋ケイト
- 桃尻学園白書 微熱SEX（4月30日、KUKI）共演:加山由衣、由月理帆、平井まりあ、松沢はな、麻生輪、滝沢あや、大城ありす
- ロリスカ・おもらし教室（5月8日、みるきぃぷりん♪）共演:水野リコ
- 院内性乱脈 性欲望内科 (5月25日、FAプロ）他多数共演
- SMマニア調教 1（5月28日、縛畜）
- 蛇縛の拷問折檻 2 静寂の嵐…（6月8日、アタッカーズ）共演:笠木忍、桜田さくら
- 極悪非道のスカトロマニアの拷問リクエストに月咲舞が笑顔で挑戦します!!（6月17日、SODクリエイト）
- 個人面接中出し3発!（6月25日、桃太郎映像出版）共演:愛原まどか、小林茜
- 南智子 レズの世界（6月25日、笠倉出版社）共演:南智子、水沢ほたる、西野りな
- THE アイドル緊縛ファック（6月30日、ロイヤルアート）他出演:蒼吹雪、杏野るり
- 百合物語（7月22日、ナチュラルハイ）共演:若月樹里
- 純愛女子校生のお尻の穴にどぴゅっとね!（7月22日、V&Rプロダクツ）他出演:山咲さくら、畑野れん
- エロチックな夜の為に ヘンリー塚本名作エロ本（7月25日、FAプロ）オムニバス作品
- 海外旅行好き集団痴女にビキニで刺激されてみませんか?（7月30日、笠倉出版社）共演:畑野れん、倉田杏里、水月マリア
- ヤンキー集団痴女にボンタン狩られてみませんか?（8月27日、笠倉出版社）共演:蒼吹雪、西村あみ、葉山美和
- 飲み会好きOL集団痴女に2次会誘われてみませんか?（9月24日、笠倉出版社）共演:立花渚、西村あみ、水沢ほたる、水月マリア
- THE 痴女家庭教師（12月17日、メディアバンク）他出演:森咲小雪、水沢ほたる 他3名

2005年
- 緊縛遊戯（1月5日、ドリームクリエイト）
- みるスポ! 027（1月8日、みるきぃぷりん♪）
- ボクの裸族（かぞく）（1月14日、桃太郎映像出版）共演:松雪令奈
- これが噂の薬漬けレズバージョン vol.3（2月4日、ナチュラルハイ）共演:みわ、あきら、りほ（松岡理穂）、西村あみ、桜田さくら
- 緊縛放置 6（2月24日、ディーケー・プロダクション）
- ザ・猿轡 7（2月24日、ディーケー・プロダクション）他出演:朝倉なほ、蒼吹雪、宮地奈々
- 素人専門ヘルス「イエロー・キャブ」横浜曙町編・4（3月18日、イー・コンプレックス）他出演:梅宮かおる、石田ゆりあ
- スレイブエンジェル（4月20日、イマージュ）他出演:上原美紀、小峰幸
- 裏素人 6（4月22日）
- Hしようよ（5月20日、イマージュ）他出演:黒月あき、上原美紀、若葉あんず
- 面接好きAV女優集団痴女に必要以上に営業かけられてみませんか?（6月24日、笠倉出版社）共演:桜田さくら、西村あみ、甘衣ここあ
- くいこみビキニお姉さん。（7月8日、ビッグモーカル）他出演:月野しずく、恵ちとせ、倉田杏里
- 「くいこみビキニお姉さん」 INサイパンを撮るついでに合コン好き女優陣とふぃーりんぐカップルをやってみたら面白かったので売っちゃいました（7月15日（レンタル） / 8月26日（セル）、ビッグモーカル）オムニバス作品
- 海外旅行好き集団痴女にビキニで刺激されてみませんか? 2（7月22日、アリスJAPAN）共演:月野しずく、倉田杏里、恵ちとせ、浅野みみ
- 緊縛レズ 14（7月25日、ディーケー・プロダクション）共演:蒼吹雪、他出演:小泉ゆり、飯塚マナ、朝倉なほ、松岡紗幸
- 集団女子校生痴女（10月10日、メディアステーション）他多数共演
- 女子高生手コキっ娘（11月18日、イデアリービジョンズ）オムニバス作品
- エクストラバーチャ Vol.36（12月9日、アルファーインターナショナル）

2006年
- SQUIRT ANAL ADVENTURES -スカート・アナル・アドベンチャーズ- (2月21日、ORIENTAL DREAM) 他出演:山咲さくら
- 柔肌の縛宴 【悦虐と狂気】 vol.4（3月2日、ドリームクリエイト）オムニバス作品 他出演:はらだはるな、風吹涼
- キレイな若奥様 2（3月17日、TMクリエイト）他出演:矢崎茜、白石みずき、浅野真央、小嶺春、立花あおい
- 性的虐待 養女の美しい裸身（5月30日、FAプロ）他出演:渋谷あかね　他
- 愛欲 女18才 / 男52才 教え子の肉体に溺れた担任教師（5月30日、FAプロ）他出演:桜井あきら、ゆり、林由美香
- アルゴラグニア官能・12（7月21日、アヴァ）他出演:黒木真由美、松下美海
- 発情Wうんこ痴女。（8月19日、クロス）共演:西村あみ
- 面接好きAV女優集団痴女に必要以上に営業かけられてみませんか?（8月19日、デジMAX（北都））共演:西村あみ、桜田さくら、甘衣ここあ、ハル
- 海外旅行好き集団痴女にビキニで刺激されてみませんか?（9月19日、デジMAX）共演:水月マリア、倉田杏里、畑野れん
- レズ☆メス（10月31日、エルズ倶楽部）共演:瑞野ハル
- 飲み会好きOL集団痴女に2次会誘われてみませんか?（11月19日、デジMAX）共演:水月マリア、立花渚、西村あみ、水沢ほたる

他

## 写真集
まいの放課後日記（裏本）